# 활말속
활말속(Schroederia)은 녹조강 스파이로플레아목에 속하는 녹조류 속의 하나이다. 활말과(Schroederiaceae)의 유일속으로 6종으로 이루어져 있다.

## 하위 종
- Schroederia indica
- Schroederia jadayi
- Schroederia nitzschioides
- Schroederia planktonica
- Schroederia setigera
- Schroederia spiralis